# Анастасія Чернова
Анастасія Чернова (2 листопада 1993 , Харків ) — українська модель, учасниця конкурсів краси та освітянка. Переможниця національного конкурсу краси Міс Україна Всесвіт у жовтні 2012 року. Представляла Україну в 2012 році на конкурсі Міс Всесвіт 2012.

## Життєпис
Народилася в Харкові 2 листопада 1993 року. Мати переможниці працює секретарем, а батько залишив сім'ю, коли Настя була маленькою. Своїм кумиром «Міс Україна Всесвіт» називає співачку Віру Брежнєву.
Після конкурсів краси Чернова закінчила педагогічний університет та працює вчителькою молодших класів.

## Міс Україна-Всесвіт
Анастасія Чернова перемогла у конкурсі «Королева Харкова-2012». А через місяць 18 жовтня в Києві її було обрано «Міс Україна-Всесвіт» . За корону боролися 15 дівчат із різних регіонів України. Першою віцеміс стала Юлія Сокіл. Після перемоги Чернова поділилася з журналістами, що до конкурсу добре виспалася і не дотримувалася заради нього жодної дієти. Натомість вона підкреслила, що не захоплюється дієтами, а дотримується режиму здорового харчування — овочі, фрукти та відсутність алкоголю. 
Чернова представляла Україну на конкурсі Міс Всесвіт 2012 у Лас-Вегасі 19 грудня 2012 року, де не увійщла до фіналу. На конкурсі Анастасія Чернова продемонструвала український національний костюм, розроблений українською дизайнеркою Анастасією Сухановою. Костюм складається із стилізованої сорочки-вишиванки, червоного каптана, шароварів, шапки-папахи і пояса. Наряд виконаний в традиційній українській гамі кольорів — білому, червоному та чорному. Міс Україна Всесвіт 2004 Олександра Ніколаєнко допомагала їй готуватися до конкурсу.